# Yes-R

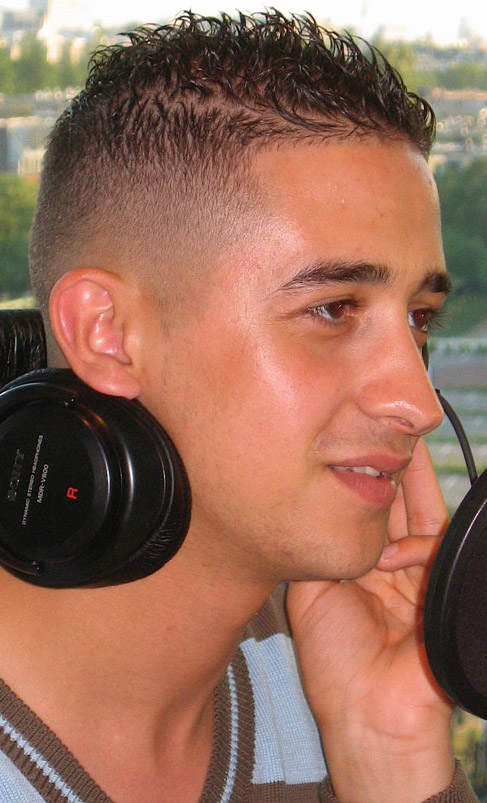
Yes-R (Yesser Roshdi)

Yes-R (* 2. November 1986 als Yesser Roshdy in Amsterdam) ist ein niederländischer Rapper.

## Leben
Inspiriert von seinem Cousin Ali B, beschloss Yes-R im Alter von 13 Jahren Rapper zu werden. Mit 14 Jahren nahm er an einem Talent-Wettbewerb teil und belegte den zweiten Platz. Zwei Jahre lang war er Mitglied der Hip-Hop-Formation Ongerept (deutsch: unberührt). Nachdem er die Gruppe verlassen hatte, begann Yes-R eine Solokarriere. Im Jahr 2003 traf er Lange Frans von D-Men Entertainment. Lange Frans wurde zum Produzenten des Musikers. Der erste Titel Chickiesflasher war ein Undergroundhit. Als Gewinner eines McDonald’s-Wettbewerbs erreichte er als Werbeträger erstmals einen gewissen Bekanntheitsgrad. Bei der Debütsingle Laat je gaan von Maritza wirkte er mit. 
Im Jahr 2004 gewann Yes-R den Publikumspreis des Musikerwettbewerbs Grote Prijs van Nederland (deutsch: „Großer Preis der Niederlande“). Seine erste Single Stel je voor brachte er im März mit Baas B heraus. Einem größeren Publikum wurde Yes-R allerdings erst bekannt, als er zusammen mit Ali B den Titel Leipe Mocro Flavour rappte. Dieser Song wurde Nummer zwei der nationalen Top 40. Im August 2005 kam sein Debütalbum Mijn Pad auf den Markt. Von diesem Album erschienen die drei Auskopplungen Fissa, Mijn Pad und Mammie. Zusammen mit seinem Cousin Ali B produzierte Yes-R Anfang 2006 zwei erfolgreiche Titel: Ghetto (Nr. zwei in den Charts) und Rampeneren (Nr. vier in den Charts). Er gewann einen TMF Award für den besten Newcomer und wurde sowohl für den Urban Award als auch für den PPG2-Award nominiert.
Im Jahr 2006 gab Yes-R sein Debüt als Schauspieler. Er spielte Omar, die Hauptrolle in der Weihnachtskomödie ’n Beetje Verliefd. Der Film gewann die Goudne Status und wurde von mehr als 100.000 Besuchern in den niederländischen Kinos gesehen. Yes-R komponierte auch das Titellied des Films. Yes-Rs zweites Album Zakenman erschien 2007.

## Diskografie

### Alben
| Jahr | Titel    | Höchstplatzierung, Gesamtwochen, AuszeichnungChartsChartplatzierungen (Jahr, Titel, Platzierungen, Wochen, Auszeichnungen, Anmerkungen) | Anmerkungen |
| Jahr | Titel    | NL | Anmerkungen |
| ---- | -------- | --- | ----------- |
| 2005 | Mijn Pad | NL48 (3 Wo.)NL |             |
| 2007 | Zakenman | NL48 (4 Wo.)NL |             |
| 2011 | Fashion  | NL54 (2 Wo.)NL |             |

Weitere Alben
- 2008: Zakenman II

### Mixtapes
- 2009: Mixtape Dierentuin

### Singles
| Jahr | Titel Album                                         | Höchstplatzierung, Gesamtwochen, AuszeichnungChartsChartplatzierungen (Jahr, Titel, Album, Platzierungen, Wochen, Auszeichnungen, Anmerkungen) | Anmerkungen                          |
| Jahr | Titel Album                                         | NL | Anmerkungen                          |
| ---- | --------------------------------------------------- | --- | ------------------------------------ |
| 2005 | Stel je voor                                        | NL37 (3 Wo.)NL | feat. Baas B                         |
| 2006 | Rampeneren                                          | NL4 Gold · (15 Wo.)NL | mit Ali B & The Partysquad           |
| 2006 | Mammie Mijn Pad                                     | NL27 (3 Wo.)NL | feat. Brace                          |
| 2006 | ’n Beetje verliefd Zakenman                         | NL17 (10 Wo.)NL |                                      |
| 2007 | Groupie love Zakenman II                            | NL9 (10 Wo.)NL | mit Ali B & Gio & Darryl             |
| 2008 | Uit elkaar Zakenman II                              | NL14 Platin · (7 Wo.)NL |                                      |
| 2011 | Rosamunde 2011                                      | NL38 (2 Wo.)NL | mit Ali B & Brownie Dutch            |
| 2012 | Ben je ook voor nederland? - de geluksvogeltjesdans | NL3 Gold · (4 Wo.)NL | mit Wolter Kroes & Ernst Daniël Smid |

Weitere Singles
- 2005: Leipe mocro flavour
- 2005: Kan me niet meer schelen
- 2005: Fissa
- 2005: Mijn pad
- 2006: Ghetto (Remix)
- 2006: Mammie
- 2007: Hey schatje!
- 2008: Bij je zijn
- 2008: Vecht mee
- 2009: Me boy
- 2010: Gangsterboys
- 2011: Als ik van jou was
- 2012: Good Girls Gone Bad

### Gastbeiträge
| Jahr | Titel Album    | Höchstplatzierung, Gesamtwochen, AuszeichnungChartsChartplatzierungen (Jahr, Titel, Album, Platzierungen, Wochen, Auszeichnungen, Anmerkungen) | Anmerkungen              |
| Jahr | Titel Album    | NL | Anmerkungen              |
| ---- | -------------- | --- | ------------------------ |
| 2006 | Ghetto Trouble | NL3 (13 Wo.)NL | Akon feat. Ali B & Yes-R |